# بدر بن سعود بن محمد آل سعود
بدر بن سعود بن محمد بن عبد العزيز بن سعود بن فيصل بن تركي آل سعود (27 نوفمبر 1969، الرياض -)؛ كاتب وباحث وعسكري سعودي. يكتب في الشأن العام السعودي، باسم «بدر بن سعود». شغل في السابق منصبي نائب قائد القوات الخاصة لأمن الحج والعمرة، ومساعد قائد القوة الخاصة لأمن المسجد الحرام، وهو رئيس سابق لأندية الطلبة السعوديين في المملكة المتحدة وأيرلندا، وعميد مظلي، وأستاذ مساعد متعاون في جامعتي الملك عبد العزيز وأم القرى حاصل على الدكتوراه في الإعلام، والدكتوراه في علم المعلومات (ادارة المعرفة) يعمل في وزارة الداخلية السعودية.

## عنه
والده الأمير سعود بن محمد آل سعود، ووالدته الأميرة العنود بنت عبد الله بن عبد المحسن الفرم، وهو أخ للشاعر الدكتور سعد آل سعود «منادي» ، والشاعر عبدالعزيز بن سعود آل سعود "السامر"، والدكتور تركي بن سعود آل سعود رئيس مدينة الملك عبد العزيز للعلوم والتقنية، والأمير بندر بن سعود آل سعود المستشار في الديوان الملكي (السعودية).

## المؤهلات العلمية
- الدكتوراه في علم المعلومات (2016-2020)، من كلية الآداب والعلوم الإنسانية جامعة الملك عبدالعزيز.
- الدكتوراه في الاعلام والاتصال (2008-2014)، من كلية غولدسميث، جامعة لندن.
- ماجستير في الصحافة الدولية - جامعة وستمنستر (2003-2004).
- دبلوم عال في العلوم الأمنية (1994-1995)، كلية الملك فهد الأمنية.
- بكالوريوس في العلوم الأمنية (1989-1992)، كلية الملك فهد الامنية.

## السيرة الوظيفية
عمل بعد تخرجه ضابطاَ محققًا وضابط بحث في شرطة منطقة الرياض (مركز شرطة السليمانية والعليا) وانتقل بعدها إلى الاستخبارات العامة ليعمل ضابطًا في العمليات الخاصة، وعاد مجددا إلى الأمن العام وعمل ضابطًا محققاَ في شرطة منطقة مكة المكرمة (شرطة محافظة جدة – مركز شرطة السلامة) ثم مديراَ لقسم التوعية في شعبة العلاقات والتوجيه بشرطة منطقة مكة المكرمة، فمديرا لإدارة العلاقات العامة والإعلام في شرطة منطقة مكة المكرمة، ونقل إلى القوة الخاصة لأمن المسجد الحرام ليعمل مديرا لقسم الدوريات الداخلية فيها، ومن ثم مديرا لقسم دوريات الساحات، ومديرا لشعبة الدوريات في القوة الخاصة لأمن المسجد الحرام، ومديرا لإدارة العمليات ومشرفا على الأعمال الميدانية في القوات الخاصة لأمن الحج والعمرة،  وعمل مساعدًا لقائد مدينة تدريب الأمن العام بمنطقة المدينة المنورة ومديرا لشعبة الشؤون التعليمية فيها، ويعمل في الوقت الحالي بوزارة الداخلية، وعندما كان برتبة ملازم منحه خادم الحرمين الشريفين الملك فهد بن عبدالعزيز، وسام الملك فيصل من الدرجة الرابعة، لتميزه في مجال عمله، وقد حصل على الدكتوراه الثانية بامتياز في إدارة الحشود وعلى دورات ميدانية متخصصة في الاستخبارات ومكافحة الإرهاب والصاعقة والمظلات والقناصة والمتفجرات والتسلل البرمائي في العمليات البحرية لاستطلاع الشواطئ.

## الخبرة العملية
- كاتب اسبوعي في صحيفتي الرياض[8] وعكاظ[9] منذ (2019).
- أستاذ مساعد متعاون في جامعة أم القرى لمادتي علم الحشود والتخطيط الاستراتيجي (2020- 2021).
- أستاذ مساعد متعاون في جامعة الملك عبد العزيز لمادة مكافحة الإرهاب (2019).
- نسق وشارك في إدارة وتقديم ورشة عمل تطوير استراتيجية الدراسات والبحوث بوزارة الداخلية السعودية (إبريل 2019).[10]
- كاتب في صحيفة عكاظ (2006-2015).
- رئيس اللجان المنظمة للمؤتمر السعودي العلمي الدولي السادس جامعة برونيل - لندن (أكتوبر 2012).
- رئيس عام أندية الطلبة السعوديين في المملكة المتحدة وآيرلندا للدورة الواحدة والثلاثون (2011-2012).
- رئيس الدورة الأولى والثانية لنادي الاعلاميين السعوديين في بريطانيا (يناير2010 – يناير 2012).
- عضو جمعية «ميكسا» البريطانية للاعلام والاتصال والثقافة (2008-2011).
- عضو لجنة التنظيم واللجنة العلمية في ملتقى طلاب وطالبات الاعلام العرب - كلية الدراسات الشرقية والأفريقية «سواس» (أكتوبر 2011).
- كاتب في مجلة الاعلام والاتصال الصادرة عن وزارة الثقافة والإعلام السعودية (2006-2009).
- منسق ملتقى «كامرو» السنوي الثالث لطلبة الدراسات العليا في الاعلام والاتصال – كلية كنغز كوليدج، لندن (إبريل 2009).
- نشر مقالات متفرقة في صحف الجزيرة والمدينة والشرق الأوسط وعرب نيوز والبلاد وايلاف الالكترونية ومجلة فواصل (2000-2004).
- كتب قصة قصيرة نشرت في ملحق الأربعاء في جريدة المدينة عنوانها «تجربة اولى للموت» (2001).
- قدم برنامج تلفزيوني عن الحواداث المرورية في اسبوع المرور الخليجي (1999).
- عمل كصحافي غير متفرغ في جريدة الجزيرة (1992-2000).[11]
- كتب الشعر النبطي ونشره (1984-1990)

## أوراق العمل
- قدم ورقة علمية للندوة التخصصية الثامنة في كلية الملك فهد الأمنية عن الخبرات السابقة واستثمارها في تطوير إجراءات تأمين المنشآت الأمنية (مايو 2018).[12]
- قدم ورقة عمل رئيسية في محور «الكاتب والأحداث الوطنية الكبرى» في ملتقى الكتاب السعوديين الثاني في النادي الادبي في المنطقة الشرقية (إبريل 2016).[13]
- قدم ورقة عمل رئيسية في محور «الكاتب والمسؤولية الثقافية» في ملتقى

الكتاب السعوديين الأول في النادي الادبي في المنطقة الشرقية (سبتمبر 2011).
- قدم محاضرة في نادي حائل الأدبي عنوانها: المرأة الشرقية.. قضية إنسانية أم أشياء أخرى (ديسمبر 2010).[15]
- شارك في ندوة المجتمع والأمن في كلية الملك فهد الامنية

بورقة عمل تناولت العلاقة بين الشرطة والصحافة (أبريل 1999).

## الاصدارات المحكمة
- مقالةعلمية عن المعرفة الضمنية

واستثمارها في تطوير اجراءات تأمين المنشآت الأمنية (مارس 2019)

- مقالة علمية لندوة المجتمع والامن السابعة في كلية الملك فهد الامنية

عن أساليب تناول الشبكات الإجتماعية لأحداث الحرم المكي الأمنية (مارس 2015).
- مقالة علمية بالإنجليزية عن صورة المملكة العربية السعودية

في صحافة الأحد البريطانية بعد 11 سبتمبر (نوفمبر 2009).
- قراءة علمية بالإنجليزية في كتاب " الإنترنت في مصر والعالم

العربي: دراسة علمية ورؤية مستقبلية" للدكتورة رشا عبد الله (نوفمبر 2008).

## الحياة الشخصية
متزوّج من:
- الأميرة سارة بنت طلال بن عبد العزيز آل سعود (مطلقة). والدة الأمير فيصل، الأمير سعود، الأمير خالد، والأميرة ريم.
- الأميرة مشاعل بنت سعود بن عبد الله آل سعود (مطلقة). والدة الأمير فهد، والأميرة الجوهرة.
- الأميرة بدور بنت عبد الناصر بن منصور السحلي. والدة الأمير محمد[21]، الأمير سلمان [22]، والأمير عبد العزيز.